# Falenta
Falenta, Falęta, Falanta lub Walenty  (zm. po 22 maja 1267, być może ok. 1281) – polski duchowny katolicki, dziekan kapituły gnieźnieńskiej od 1262, a w 1265–1267 biskup poznański. Kronika wielkopolska określa go jako człowieka niewiadomego pochodzenia. 
Po śmierci biskupa poznańskiego Bogufała z Czerlina (grudzień 1264) kapituła poznańska obrała 25 stycznia 1265 na jego następcę prepozyta poznańskiego Pietrzyka. Arcybiskup gnieźnieński Janusz odmówił jednak zatwierdzenia elekcji i próbował narzucić kapitule swojego kandydata, dziekana gnieźnieńskiego Falentę, który miał poparcie także księcia gnieźnieńsko-kaliskiego Bolesława Pobożnego. Pod naciskiem arcybiskupa Pietrzyk sam zrezygnował. Kapituła obrała na jego miejsce archidiakona Jana, jednak Janusz odrzucił również tę kandydaturę i konsekrował Falentę na biskupa poznańskiego. Wówczas kapituła odwołała się do papieża. Za pośrednictwem biskupa wrocławskiego Tomasza Falenta został wezwany do osobistego stawiennictwa w kurii, czemu się podporządkował, licząc na papieskie potwierdzenie. Po rozpoznaniu sprawy papież Klemens IV w bulli z 22 maja 1267 unieważnił wszystkie dotychczasowe kandydatury i na stanowisko biskupa poznańskiego mianował jednego ze swoich kapelanów, Mikołaja, któremu udzielił też sakry biskupiej. W bulli tej wobec Falenty papież użył jednak sformułowania venerabilem fratrem nostrum V. episcopum quondam Poznaniensem, co sugeruje, że uznał ważność jego konsekracji.
Dalsze losy Falenty, w tym data jego śmierci, nie są znane. Wydaje się, że powrócił na stanowisko dziekana gnieźnieńskiego, gdyż jego następca na tym stanowisku udokumentowany jest dopiero w 1283.